# Othmar Karas
Othmar Karas (Ybbs an der Donau, 24 dicembre 1957) è un politico austriaco.
È stato membro del Parlamento europeo dal 1999 al 2024 e vicepresidente del Parlamento Europeo dal 2012 al 2014 e nuovamente dal 2019 al 2024. È iscritto al partito di centrodestra austriaco ÖVP e fa parte del gruppo del Partito Popolare Europeo.

## Biografia
Eletto per la prima volta al Parlamento europeo nel 1999, ha sempre fatto parte della Commissione sui problemi economici e monetari ed è considerato uno dei massimi esperti di regolamentazione finanziaria nel centrodestra. All'interno del gruppo del Partito Popolare Europeo è stato portavoce sulle materie economiche dal 2002 al 2004 e poi vicepresidente e tesoriere dal 2004 al 2011. Dal 2011 al 2019 è stato capodelegazione dell'ÖVP al Parlamento europeo. È stato inoltre Presidente della commissione per le relazioni con la Russia.
Dal 2012 al 2014 è stato vicepresidente del Parlamento europeo, carica che torna a ricoprire nel luglio 2019.

## Vita privata
Karas è sposato dal 1987 con l'avvocata e artista Christa Karas-Waldheim, figlia del defunto ex presidente Kurt Waldheim, e ha un figlio.